# Katernberg (Wuppertal)
Katernberg ist ein größerer Ortsteil Wuppertals im Stadtbezirk Uellendahl-Katernberg. Der Ortsteil geht auf den hochmittelalterlichen Hof Katernberg zurück. Eine Anschlussstelle der Bundesautobahn 46 ist nach diesem Ortsteil benannt.

## Lage
Wie der Name andeutet, umfasst Katernberg den Bereich um eine moderate Erhebung nördlich des Elberfelder Stadtteilzentrums. Die Erhebung gehört zu den Wuppertaler Nordhöhen und ist Teil der Wasserscheide zwischen den Flusssystemen der Wupper und der Ruhr.
Über die Erhebung führt als Höhenweg die Kreisstraße 11, die auf eine sehr alte Handels- und Kohlenstraße zurückgeht und heute den Namen In den Birken trägt. Diese Straße setzt sich nach Westen als Pahlkestraße und im Osten als Westfalenweg fort.
Im Osten von Katernberg führt die Nevigeser Straße nach Süden zum Wuppertaler Zentrum (Elberfeld-Mitte) und in Gegenrichtung nach Neviges. Im Westen des Ortsteils kreuzt von Süden kommend die Straße In der Beek den Höhenweg und führt nach Norden als Aprather Weg zu dem Wülfrather Ortsteil Aprath.
Nach dem Ortsteil sind die Straßen Katernberger Straße, Katernberger Schulweg, Hosfelds Katernberg und Herberts Katernberg benannt. Im Laufe der Geschichte trugen vier Höfe und Ortslagen des Gebiets den Namen Katernberg.

### Verkehrsanbindung
Wie bereits erwähnt, führt die Nevigeser Straße nach Süden zum Wuppertaler Zentrum (Elberfeld-Mitte) und in der Gegenrichtung nach Neviges. In Richtung Elberfeld-Mitte führt die Nevigeser Straße zur Anschlussstelle Wuppertal-Katernberg A 46, in Richtung Neviges führt sie zur Anschlussstelle Wülfrath der A 535.
Ebenso erreicht man über die Nevigeser Straße die nächstgelegene Eisenbahnstation: Velbert-Rosenhügel an der Bahnstrecke Essen–Wuppertal. Diese wird im 20-Minuten-Takt der Linie S9 der S-Bahn Rhein-Ruhr bedient. Der nächstgelegene Bahnhof auf Wuppertaler Stadtgebiet ist der S-Bahnhof Wuppertal-Steinbeck.
Wuppertal-Katernberg wird durch mehrere Buslinien der WSW mobil bedient. Die meisten davon sind von innerstädtischer Bedeutung und enden in Katernberg Am Eckbusch. Die Schnellbus-Linie SB69, sowie die Buslinien 647, 649 sind von Städte übergreifender Bedeutung und verkehren nicht zum Eckbusch, sondern nach Wülfrath (SB69), Bahnhof Velbert-Rosenhügel (647, 649), Velbert-Neviges (647, 649), Velbert-Mitte (649), Velbert-Langenberg (647) und Hattingen (647).

## Etymologie
Der etymologische Ursprung wird mit der Ableitung von „Caterincberg“ oder „Catirincberg“ (=„Katharienberg“) nach der Heiligen Katharina geweihten Zelle erklärt, nach einer anderen Deutungsversion stammt Katernberg als „Katternberg“, in einer frühen Schreibweise, vom althochdeutschen Wort „Chota“ und dem mittelhochdeutschen „Kote“ – was als Kate, kleine Hütte, kleines Haus zu interpretieren ist.

## Geschichte
Der Hof Katernberg wird 1150 erstmals urkundlich als „Caterincberg“ im Einnahmeregister des Klosters Werden erwähnt. Gemeint ist der Hof dieses Namens westlich des Höhenwegs In den Birken, östlich der Straße befand sich ein weiterer Hof Katernberg. Dieser östliche Hof Katernberg war wie der Hof Elberfeld, der Hof Eskesberg und der Hof Beek dem Erzstift Köln abgabepflichtig.
Auch das Gebiet westlich von Katernberg gehörte bereits 1150 der Abtei Werden. Der sich darauf befindende Hof Steinberg gehört zu den ältesten urkundlich belegbaren Höfen auf dem heutigen Gebiet Wuppertals. Nur der Hof Einern, der Hof Hatzfeld, der Hof Steinhaus und der Hof Katernberg haben eine ähnlich alte urkundlich belegbare Tradition, wenn auch andere Wuppertaler Höfe wie beispielsweise Wichlinghausen siedlungsgeschichtlich deutlich älter sein dürften.
Der westliche Hof Katernberg befand sich im heutigen Eingangsbereich des Pharmazeutischen Forschungszentrums der Bayer HealthCare, das in den 1960er Jahren durch die Bayer AG erbaut wurde und in den Folgejahren stetig bis auf die heutige Größe erweitert wurde. Mit der Wachsen des Forschungszentrum musste der Hof Katernberg zu Beginn der 1970er Jahre dem Parkplatz an der Zufahrt zu dem Gelände weichen. Auf der Topographia Ducatus Montani des Erich Philipp Ploennies ist dieser Hof 1715 als Vogels Caternberg verzeichnet. Etwas westlich davon befand sich ein Abspliss, der ebenfalls den Namen Katernberg trug und dessen südlicher Teil heute noch als einziger der Höfe mit dem Namen Katernberg als einzelständiger Hof erhalten ist. Er wird heute als Reithof genutzt (51° 16′ 9,2″ N, 7° 6′ 5,6″ O).
1715 befinden sich laut der Topographia Ducatus Montani neben den beiden Katernberger Höfe folgende Höfe im Gebiet des heutigen Stadtteils: tolle anschlag, im Acker, In der Beek, An der brett, Dornberg, Eich, zwei Falckenbergs, bömgen, M.Rodt, aufm hüsg, H.Heide, Hülsbec, Cuculsberg, Am Lunsberg, an der Nüll, aufm Rom und an der Stras (an der heutigen Kreuzung Pahlkestraße / In den Birken / In der Beek / Aprather Weg).
Später wurden die Höfe mit den Namen Katernberg nach ihren Besitzer unterschieden. Der alte westliche Hof wird in den 1930er Jahren nun Lipges Katernberg oder Lipkens Katernberg genannt (Lipges/Lipkens ist eine Form des Vornamens Philipp), das Katernberg östlich des Höhenwegs heißt nun Hosfeld Katernberg und besitzt einen Abspliss namens Herberts Katernberg.
| Hof                                                                       | Erstnennung | Einwohner 1815/16 | Einwohner 1832 | Kategorisierung 1832 | Lage                           |
| ------------------------------------------------------------------------- | ----------- | ----------------- | -------------- | -------------------- | ------------------------------ |
| Caterincberg / Vogels Katernberg / Lipkes Katernberg / Lipkens Katernberg | 1050        | 18                | 17             | Ackergut             | 51° 16′ 13,8″ N, 7° 6′ 14,5″ O |
| Katernberg / auf’m Katernberg / Hosfelds Katernberg                       | 1482        | 132               | 47             | Weiler               | 51° 16′ 15,7″ N, 7° 6′ 48,6″ O |
| Herberts Katernberg                                                       | vor 1715    |                   |                |                      | 51° 16′ 15,7″ N, 7° 6′ 48,6″ O |
| Reithof Katernberg                                                        | vor 1824    |                   |                |                      | 51° 16′ 21,4″ N, 7° 6′ 56,2″ O |

Auf dem Katernberg wurde in alter Zeit Bergbau betrieben, neben Alaunschiefer schürfte man noch bis 1840 nach Steinkohle.
Eine Hofschule auf den Katernberg wird in den Kirchenprotokollen der reformierten Gemeinde Elberfelds bereits 1600 erwähnt. Diese wurde 1802 in einem Haus in der Straße Katernberger Schulweg (Nr. 35) verlegt und 1859 erneut, in einem Neubau, verlegt. Als Gemeinschaftsschule wurde sie noch 1965 im Adressbuch erwähnt, die Tradition wird nun in der Grund- und Hauptschule Kruppstraße fortgeführt.
Im Spätmittelalter und der frühen Neuzeit befand sich Katernberg im bergischen Amt Elberfeld, das 1806 durch die napoleonische Besetzung aufgelöst wurde und durch den Kanton Elberfeld ersetzt wurde. 1813 ging nach der Vertreibung der Franzosen das Herzogtum Berg an Preußen über, das seine Verwaltungsstrukturen einführte.
In der ersten Hälfte des 19. Jahrhunderts gehörte das Gebiet zur Oberbürgermeisterei Elberfeld im Kreis Elberfeld. Zu dieser Zeit war das landwirtschaftlich geprägte Gebiet dünn besiedelt, mehrere Höfe tragen den gemeinsamen Gemarkungsnamen Katernberg.
Auf der preußischen Uraufnahme weitere Hofschaften verzeichnet, darunter die Höfe  Berghaus, In den Birken, Hessen, Hölle, Am Hagen, Klotzbahn, König, Lehmbruch, Lipkenskothen, Ottenbruch, Pfaffenhaus, Ringelbusch, Am Steinberg, Theisbruch und An der Voßdelle.
Hinzu kamen die Ortslagen Am Räuber, Dreckloch und Am neuen Hessen.
Auf dem Gelände des heutigen Forschungszentrums befand sich bis in das erste Drittel des 20. Jahrhunderts hinein eine Ziegelei, die den Ton für ihre Fertigung hier auch abbaute. Auf dem Gelände der alten Ziegelei standen bis Ende der 1990er Jahre Tierställe für die parasitäre Forschung, die aber bereits ein paar Jahre vor ihrem Abriss nicht mehr genutzt wurden. Nach dem Abriss wurde auf dem Stallgelände ein neues Verwaltungsgebäude für die Leitung der Forschung und Entwicklung der Bayer HealthCare errichtet.
Mitte des 20. Jahrhunderts wurden hier vermehrt Ein- und Mehrfamilienhäuser errichtet, so dass Katernberg nun zum Großteil bebaut ist.

## Bebauung
Die Bayer HealthCare, ein Teilkonzern der Bayer AG, unterhält im Ortsteil am Aprather Weg ein ausgedehntes Forschungszentrum.
Auf eine über 150 Jahre lange Tradition blickt das Gasthaus Karpathen zurück, ein genaues Baudatum ist aber nicht belegt. Es war bekanntermaßen das Lieblingslokal Johannes Raus in seiner Zeit als Ministerpräsident Nordrhein-Westfalens. Selbst als Bundespräsident hat er in der Gaststätte das eine oder andere Skatturnier mitgespielt. Nach einem Besitzerwechsel 2007 wurde es renoviert und 2008 wiedereröffnet.